# Вернардакис, Деметриос
Деметриос Вернардакис (греч. Δημήτριος Βερναρδάκης; 3 декабря 1833 — 25 января 1907) — греческий писатель, драматург, переводчик, историк, филолог, и педагог.

## Биография
Родился в Айия-Марина на острове Лесбос. Его отец, Николаос Вернардакис, был родом с Крита, мать, Мелиссиния, — из рода Транталисов. Его братья также стали учёными: Афанасиос Вернардакис — экономистом, специалистом по экономической истории Греции, Григориос — филологом. Начальное образование получил под руководством известного деятеля Григориоса Геннадиоса, с 1849 года изучал греческую литературу в Афинском университете, затем получил стипендию от патриарха Александрийского Каллиника родом из Скотины для обучения в Европе, где изучал философию в Берлине и Мюнхене, получив в 1856 году в Мюнхенском университете степень доктора философии.
Впервые получил известность своими переводами с древнегреческого на новогреческий трагедий Еврипида («Финикийские женщины», «Гекуба», «Ипполит» и «Медея»), однако затем стал известен главным образом как автор собственных драм в стихах, с помощью которых хотел создать в Греции национальный театр, основанный на шекспировских принципах, но при этом основанный на греческой истории, мифологии и философии. Первая драма его авторства, «Εικασία», была напечатана в 1850 году для поэтического конкурса «Ράλλειος Διαγωνισμός Ποίησης». Его пьесы пользовались популярностью при жизни автора, но затем были быстро забыты, в основном из-за их архаичного языка.
В 1861 году Вернардакис получил место экстраординарного профессора истории и литературы в Афинском университете, а в 1865 году был повышен до ординарного профессора. Его университетская карьера завершилась 27 августа 1869 года вследствие продолжительных студенческих протестов, организацию которых он приписывал своим противникам среди коллег, а также властям. В 1882 году ему ненадолго снова удалось занять кафедру в университете, но он вышел в отставку спустя семестр и стал куратором Национальной библиотеки, а затем вернулся в родные края. Вместе с тем он сохранил статус профессора, а министр образования Афанасиос Эфтаксиас даже предлагал его кандидатуру в создававшуюся тогда Академию наук, но она не была одобрена другими её членами.
Его брат Афанасиос (член-корреспондент академии Станисласа в Нанси) дважды, в 1904 и 1905 годах, выдвигал своего брата на получение Нобелевской премии по литературе .
Скончался в 1907 году в Митилини.
Среди драм авторства Вернардакиса встречаются написанные как в игривой (баталическая «Peridromos» и сатирическая «Graomyomachia» (1856)), так и в серьёзной («Εικασία» (1858)) повествовательной манере. Более поздние пьесы, такие как «Μαρία Δοξαπατρή» (1858), «Μερόπη» (1866) и «Κυρά Φροσύνη» (1882), написаны в ярко выраженной патриотической манере. Его перу принадлежат также работы по лингвистике и истории. Вернардакис способствовал созданию орфографии новогреческого языка и выступал против чрезмерной её архаизации.